# Katoporus
Katoporus is een geslacht van kevers van de familie (Discolomatidae).

## Soorten
- K. basilewskyi John, 1956
- K. kwangoensis John, 1960
- K. lychnophilus John, 1956